# Antelope Mine
Antelope Mine ist ein 981 m hoch gelegener Ort mit 3.500 Einwohnern und ein Distrikt in der Provinz Matabeleland South in Simbabwe 114 km südlich von Bulawayo. Der Ort liegt im semiariden, dünn besiedelten Süden des Landes an einem See, der sich in der Regenzeit füllt, und einigen bewässerten Feldern östlich davon im Tal.
Entstanden ist die Siedlung 1913, als dort Gold gefunden wurde. Doch schon 1919 waren die Vorkommen erschöpft. Dennoch ist es ein Ort des Bergbaus geblieben, denn im Umland wird in der Noel Mine Nickel gefördert.
Traurige Berühmtheit erlangte Antelope Mine in den 1980er Jahren, als die in Nordkorea trainierte 5. Brigade Robert Mugabes das sogenannte Kezi-Massaker im Rahmen der Gukurahundi verübte, dem 20.000 Matabele zum Opfer fielen, die danach in den toten Schächten in Antelope Mine ein Massengrab fanden.
Inzwischen wurden bei Antelope Mine einige Werkzeuge aus der Steinzeit gefunden.